# Thuis (Family7)
Thuis is een serie persoonlijke gesprekken die sinds 2012 op de Nederlandse christelijke televisiezender Family7 wordt uitgezonden. Het programma wordt uitgezonden vanuit Alphen aan den Rijn in het woonhuis van presentator Jan van den Bosch.
Van den Bosch spreekt met min of meer bekende Nederlanders over onder andere hun carrières, gemaakte keuzes en Thuiskomen bij de Vader.

## Gasten
Seizoen 1 (2012)
- Joël Voordewind;
- Laurent Nouwen;
- Marijke Helwegen;
- Marja Middeldorp;
- Bert Konterman;
- Nelli Cooman;
- Abraham Spreeuw;
- Reinier van den Berg;
- Willibrord Frequin;
- Gemma van Eck;
- Sonja Silva;
- Hans van Vliet.

Seizoen 2 (2016)
- Jan Corsius;
- Ans Markus;
- Henny Huisman;
- Franca Treur;
- Gor Khatchikyan;
- Cees Dekker;
- Emile Ratelband;
- Don Ceder;
- Lily Kok;
- Kees van der Staaij;
- Klaas Wilting;
- Hans van Baalen;
- Frederik de Groot.

Seizoen 3 (2017)
- Nicole Buch;
- Ferry, Joshua en Mirjam Kotadiny;
- Laurens van Rooyen;
- Leo Fijen;
- Sonja Silva;
- Tass Saada;
- Carla Dik-Faber;
- Stefan Paas;
- Ben Tiggelaar;
- Johan Toet;
- Paul Donders;
- Jennifer Guetta-Peersman;
- Lineke Blijdorp.

Seizoen 4 (2019)
- Jonathan Vroege en Channah Hewitt;
- Norvin Martina;
- Bart Kuijpers;
- Ruth Peetoom;
- Remko Harms;
- Jeremiah Pelatja;

Seizoen 5 (2023)
- Robbie Hageman;
- Elisabeth Lopez;
- Paulus Steenkamp;
- Gor Khatchikyan;
- Susanne Annot;
- Pieter Verhoeve;

Seizoen 6 (2024)
- Ruben Flach;
- Shirma Rouse;
- Boyd Brakel;
- Everard de Jong;
- Joël Ibraahim;
- Marja van Bijsterveldt